# Dictyocaulus arnfeldi
Dictyocaulus arnfeldi är en rundmaskart. Dictyocaulus arnfeldi ingår i släktet Dictyocaulus, och familjen Dictyocaulidae. Arten är reproducerande i Sverige.